# Первомайский район (Алтайский край)
Первома́йский райо́н — административно-территориальное образование (сельский район) и муниципальное образование (муниципальный район) в Алтайском крае России.
Административный центр — город Новоалтайск (в состав района не входит), в 12 км от Барнаула.

## География
Расположен в северо-восточной части края.
Рельеф территории района представляет приподнятую равнину, на которой множество глубоких балок (логов). Вдоль правого берега реки Обь и её притоков расположены пойменные заливные луга. По территории района протекают реки: Обь, Чумыш, Кашкарагаиха, Черемшанка, Повалиха, Чесноковка, Лосиха, Бобровка. Район имеет множество ручьев. На территории Первомайского района находится более 50 озёр с большим количеством рыбных запасов, что является одним из его главных богатств. Самые крупные озёра: Огарково, Моховое, Щучье, Старица. В водоёмах водится стерлядь, щука, сазан, лещ, окунь, карась, сом.
В районе создано 5 обособленных искусственных водоемов: Больше-Черемшанское, Первомайское, Логовское, Бешенцевское и гидроузел Лосихинской оросительной системы. Оросительная система была сдана в эксплуатацию в 1982 году для подачи воды на поля площадью около тысячи гектаров, где выращивается картофель и овощи. В 2009 году была проведена реконструкция оборудования гидроузла, магистральных и распределительных трубопроводов, дождевальные машины заменили на импортные. Гидроузел имеет водоохранную зону, береговая линия ограждена, откосы укреплены бутовым камнем, регулярно проводится работа по укреплению насыпи. В 2009 году было уложено 900 куб. метров бутового камня для крепления откосов шлюзорегулятора и водоподъемной плотины.
Почвы района — выщелоченные чернозёмы, серые лесные. Растут — берёза, сосна, осина, тополь, кустарники, злаковые травы, на заливных лугах — разнотравье.
Протяженность района с юга на север составляет 220 км, с запада на восток — 60 км.
Площадь — 3616 км².

## Климат
Климат района континентальный. Средняя температура января −19,9 °C, июля +19 °C. Годовое количество атмосферных осадков — 360—400 мм. Безморозный период длится 110—115 дней.

## История
Образован 18 января 1935 года как Краюшкинский (центр — село Краюшкино). 20 декабря 1957 года к Краюшкинскому району была присоединена часть территории упразднённого Чесноковского района. 10 декабря 1960 года переименован в Первомайский район. Временно упразднён 1 февраля 1963 года, восстановлен как Первомайский 4 марта 1964 года.

## Население
| 1996    | 1997    | 1998    | 1999    | 2000    | 2001    | 2002    | 2003    | 2004    | 2005    | 2006    | 2007    |
| ------- | ------- | ------- | ------- | ------- | ------- | ------- | ------- | ------- | ------- | ------- | ------- |
| 45 900  | ↗46 200 | ↘44 900 | ↗45 100 | ↗45 900 | ↗46 700 | ↗47 300 | ↗47 682 | ↘47 676 | ↗48 064 | ↗48 790 | ↗49 103 |
| 2008    | 2009    | 2010    | 2011    | 2012    | 2013    | 2014    | 2015    | 2016    | 2017    | 2018    | 2019    |
| ↗49 560 | ↗49 888 | ↗50 100 | ↘50 087 | ↗50 943 | ↗51 371 | ↗52 221 | ↗52 723 | ↗53 399 | ↗53 754 | ↗54 256 | ↗54 531 |
| 2020    | 2021    | 2024    |         |         |         |         |         |         |         |         |         |
| ↗54 871 | ↘52 136 | ↗53 359 |         |         |         |         |         |         |         |         |         |

### Национальный состав[20]
| национальность | мужчин | женщин | всего  | %    |
| -------------- | ------ | ------ | ------ | ---- |
| русские        | 20 907 | 23 669 | 44 576 | 93,9 |
| немцы          | 465    | 464    | 929    | 1,96 |
| украинцы       | 297    | 354    | 651    | 1,37 |
| мордва         | 110    | 138    | 248    | 0,52 |
| армяне         | 126    | 69     | 195    | 0,41 |
| чуваши         | 65     | 88     | 153    | 0,32 |
| белорусы       | 64     | 71     | 135    | 0,28 |
| татары         | 60     | 53     | 113    | 0,24 |
| итого:         | 22 366 | 25 101 | 47 467 | 100  |

## Административно-муниципальное устройство
Первомайский район в рамках административно-территориального устройства края делится на 17 административно-территориальных образований — 17 сельсоветов.
Первомайский муниципальный район в рамках организации местного самоуправления включает 17 муниципальных образований со статусом сельского поселения, соответствующих сельсоветам,
| №        | Сельсовет                   | Административный центр | Количество населённых пунктов | Население (чел.) | Площадь (км²) |
| -------- | --------------------------- | ---------------------- | ----------------------------- | ---------------- | ------------- |
| 1        | Акуловский сельсовет        | село Акулово           | 4                             | ↘862             | 273,22        |
| 2        | Баюновоключевский сельсовет | село Баюновские Ключи  | 3                             | ↘1837            | 102,56        |
| 3        | Берёзовский сельсовет       | село Берёзовка         | 4                             | ↘7685            | 140,78        |
| 4        | Бобровский сельсовет        | село Бобровка          | 3                             | ↘5157            | 685,56        |
| 5        | Боровихинский сельсовет     | село Боровиха          | 3                             | ↘7158            | 116,84        |
| 6        | Жилинский сельсовет         | село Жилино            | 3                             | ↘1104            | 223,28        |
| 7        | Журавлихинский сельсовет    | село Журавлиха         | 2                             | ↘970             | 190,20        |
| 8        | Зудиловский сельсовет       | село Зудилово          | 2                             | ↘5570            | 205,57        |
| 9        | Логовской сельсовет         | село Логовское         | 4                             | ↘1597            | 120,40        |
| 9.000001 | Новоберёзовский сельсовет   | село Новоберёзовка     | 2                             | ↘421             | 172,04        |
| 10       | Первомайский сельсовет      | село Первомайское      | 4                             | ↘4527            | 252,26        |
| 11       | Повалихинский сельсовет     | село Повалиха          | 2                             | ↗3451            | 70,42         |
| 12       | Рассказихинский сельсовет   | село Рассказиха        | 3                             | ↘812             | 315,83        |
| 13       | Санниковский сельсовет      | село Санниково         | 2                             | ↗6175            | 233,27        |
| 14       | Северный сельсовет          | посёлок Северный       | 3                             | ↘1756            | 187,61        |
| 15       | Сибирский сельсовет         | посёлок Сибирский      | 6                             | ↘2529            | 130,36        |
| 16       | Солнечный сельсовет         | село Солнечное         | 1                             | ↗634             | 0,86          |
| 17       | Сорочелоговской сельсовет   | село Сорочий Лог       | 2                             | ↘1191            | 174,99        |

В 2022 году упразднён Новоберёзовский сельсовет (включён в Журавлихинский сельсовет).

## Населённые пункты
В Первомайском районе 53 населённых пункта:
| №  | Населённый пункт               | Тип         | Население | Сельсовет                   |
| -- | ------------------------------ | ----------- | --------- | --------------------------- |
| 1  | Акулово                        | село        | ↘731      | Акуловский сельсовет        |
| 2  | Бажево                         | посёлок     | ↗973      | Берёзовский сельсовет       |
| 3  | Баюновские Ключи               | село        | ↘1569     | Баюновоключевский сельсовет |
| 4  | Берёзовка                      | село        | ↗4973     | Берёзовский сельсовет       |
| 5  | Бешенцево                      | село        | ↗167      | Логовской сельсовет         |
| 6  | Бобровка                       | село        | ↗3587     | Бобровский сельсовет        |
| 7  | Боровиха                       | село        | ↘6357     | Боровихинский сельсовет     |
| 8  | Волга                          | посёлок     | ↗168      | Первомайский сельсовет      |
| 9  | Голубцово                      | разъезд     | →37       | Логовской сельсовет         |
| 10 | Голышево                       | село        | ↘220      | Первомайский сельсовет      |
| 11 | Железнодорожная Казарма 193 км | станция, нп | ↗33       | Сибирский сельсовет         |
| 12 | Жилино                         | село        | ↘937      | Жилинский сельсовет         |
| 13 | Журавлиха                      | село        | ↘880      | Журавлихинский сельсовет    |
| 14 | Зудилово                       | село        | ↗5155     | Зудиловский сельсовет       |
| 15 | Ильича                         | посёлок     | ↗505      | Зудиловский сельсовет       |
| 16 | Казачий                        | посёлок     | ↗919      | Боровихинский сельсовет     |
| 17 | Кислуха                        | посёлок     | ↘263      | Повалихинский сельсовет     |
| 18 | Костяки                        | посёлок     | ↘34       | Сибирский сельсовет         |
| 19 | Лебяжье                        | село        | ↘236      | Северный сельсовет          |
| 20 | Лесная Поляна                  | посёлок     | ↘351      | Сибирский сельсовет         |
| 21 | Лесной                         | посёлок     | →808      | Бобровский сельсовет        |
| 22 | Лесной                         | посёлок     | ↗35       | Боровихинский сельсовет     |
| 23 | Логовское                      | село        | ↘1417     | Логовской сельсовет         |
| 24 | Лосиха                         | разъезд     | ↗44       | Баюновоключевский сельсовет |
| 25 | Малая Повалиха                 | село        | ↘68       | Новоберёзовский сельсовет   |
| 26 | Малая Речка                    | посёлок     | ↗23       | Рассказихинский сельсовет   |
| 27 | Нижняя Петровка                | посёлок     | ↗188      | Рассказихинский сельсовет   |
| 28 | Новоберёзовка                  | село        | ↗421      | Новоберёзовский сельсовет   |
| 29 | Новокопылово                   | село        | ↘148      | Жилинский сельсовет         |
| 30 | Новокраюшкино                  | село        | ↘327      | Северный сельсовет          |
| 31 | Новоповалиха                   | село        | ↗342      | Первомайский сельсовет      |
| 32 | Новочесноковка                 | село        | ↘147      | Жилинский сельсовет         |
| 33 | Новый                          | посёлок     | ↗400      | Берёзовский сельсовет       |
| 34 | Новый Мир                      | посёлок     | →1        | Логовской сельсовет         |
| 35 | Ногино                         | село        | →3        | Акуловский сельсовет        |
| 36 | Октябрьское                    | село        | ↗392      | Сибирский сельсовет         |
| 37 | Первомайское                   | село        | ↘4070     | Первомайский сельсовет      |
| 38 | Повалиха                       | село        | ↗3089     | Повалихинский сельсовет     |
| 39 | Покровка                       | посёлок     | ↘198      | Баюновоключевский сельсовет |
| 40 | Правда                         | посёлок     | ↗447      | Берёзовский сельсовет       |
| 41 | Пурысево                       | село        | ↘81       | Акуловский сельсовет        |
| 42 | Рассказиха                     | село        | ↗516      | Рассказихинский сельсовет   |
| 43 | Рогуличный                     | посёлок     | ↗414      | Сибирский сельсовет         |
| 44 | Санниково                      | село        | ↗3832     | Санниковский сельсовет      |
| 45 | Северный                       | посёлок     | ↘1306     | Северный сельсовет          |
| 46 | Сибирский                      | посёлок     | ↘1679     | Сибирский сельсовет         |
| 47 | Солнечное                      | село        | ↗634      | Солнечный сельсовет         |
| 48 | Сорочий Лог                    | село        | ↘1195     | Сорочелоговской сельсовет   |
| 49 | Сосновка                       | село        | ↘645      | Бобровский сельсовет        |
| 50 | Старокрайчиково                | село        | ↘168      | Акуловский сельсовет        |
| 51 | Степной                        | посёлок     | ↘1        | Сорочелоговской сельсовет   |
| 52 | Таловка                        | село        | ↘100      | Журавлихинский сельсовет    |
| 53 | Фирсово                        | село        | ↗807      | Санниковский сельсовет      |

## Экономика
Первомайский район — один из успешных в Алтайском крае. В районе развито сельское хозяйство, деревообрабатывающая промышленность. Основные предприятия: «Бобровский лесокомбинат» (ежегодно выпускает 120 каркасных домов «под ключ»), «ПК Геркулес», ОАО птицефабрика «Молодежная», многочисленные предприятия различных форм собственности.
С апреля 1997 года в районе функционирует Свободная экономическая зона (СЭЗ «Алтай»), целью деятельности которой является привлечение в район наиболее крупных инвесторов для дальнейшего его развития. В настоящее время по линии СЭЗ «Алтай» работают 647 предприятий.

## Транспорт
Через район проходит Южно-Сибирская железнодорожная магистраль и федеральная автомагистраль М52 «Новосибирск — Бийск — Ташанта» и трасса Р374 «Белоярск — Заринск».

## Социальная сфера
В районе имеется 37 Домов культуры, 35 библиотек, 4 музыкальных школы, 15 киноустановок, 37 школ, при которых работают 7 школ искусств, 51 спортивный кружок. Для детей оборудован 21 спортзал, 11 футбольных полей, 20 площадок для мини-игр, 1 тир.
Центральная районная больница им. А.Воробьева обслуживает жителей района с 1965 года. В селах и посёлках открыты филиалы, сельские амбулатории, отделения скорой помощи. В ЦРБ им. А.Воробьева проводят многие процедуры: УЗИ,рентгеновские исследования, эндоскопические операции и другие. Высокотехнологичной аппаратурой оснащены отделения реанимации и стоматологии.
В 1999 году поликлиника работает в селе Берёзовка, а в 2008 году — в селе Первомайское. В Боровихе открыта новая детская консультация, а в Повалихе — стоматологический кабинет.
В районе газифицировано 83 % частных домов.

## Археология и палеогенетика
В Первомайском районе находятся скифские археологические памятники Фирсово-1 и Фирсово-3. Памятники археологии федерального значения: поселение Мыльниково (VII—VI века до н. э.), могильник «Обские Плёсы-II» (V—III века до н. э.). Могильник Тузовские Бугры-1 расположен в 8,5 км к югу-юго-западу от села Рассказиха и в 30 км к югу от Барнаула на протоке Заломная (правобережье Оби). Расположение могильника Тузовские Бугры-1 сравнивают с археологическим памятником Сопка-2 в Венгеровском районе Новосибирской области. Обнаружение могильника староалейской культуры на протоке Заломная демонстрирует высокую плотность распространения данного типа памятников в Барнаульском Приобье на участке правобережной поймы. Для могильников Фирсово-XIV, Обские Плёсы-II, Малый Гоньбинский Кордон-I/1 (напротив посёлка Гоньба Ленинского района Барнаула) и Тузовские Бугры-1 характерно расположение бронзового ножа в районе правой кисти умершего и сходно с размещением кинжалов в могилах скифского времени лесостепного и Горного Алтая.
В первой половине июня 2011 года Приобской археологической экспедицией проводились аварийные раскопки грунтового могильника Фирсово-XIV. Наряду с могильниками Рублёво-VIII и Чекановский Лог-X некрополь Фирсово-XIV является одним из основных памятников андроновской культуры. На могильнике Рублёво-VIII исследовано 200 погребения. Радиоуглеродные даты на могильнике Фирсово XIV показали значительный хронологический разброс — от XXII до III века до нашей эры. Анализ митохондриальной ДНК представителей староалейской культуры (VII—IV века до н. э.) из могильника Фирсово-XIV выявил западно-евразийские митохондриальные гаплогруппы U2e, U4, U5a, восточно-евразийскую митохондриальную гаплогруппу C, автохтонную митохондриальную гаплогруппу А10. Присутствие в староалейской популяции митохондриальных гаплогрупп A8 и A11 свидетельствует о связях с носителями скифо-сибирского круга культур, населявших в раннем железном веке территории к востоку от Верхнего Приобья — Алтае-Саянскую горную систему, Тыву и прилегающие районы Центральной Азии. Генетический состав популяции староалейской культуры формировался в условиях взаимодействия автохтонных популяций региона, генетические корни которых уходят в эпоху бронзы, и пришлых групп, являвшихся носителями культурных традиций ранних кочевников скифского времени.

## Экология
На территории района созданы государственные природные заказники: Кислухинский и Бобровский.
Первомайский район имеет огромный потенциал для дальнейшего развития санаторно-оздоровительных учреждений. Большой популярностью пользуются санатории «Сосновый бор», «Гренада», «Берёзовая роща», муниципальный детский лагерь «Космос». В районе располагается большое число детских оздоровительных лагерей, баз отдыха и 82 садоводства.

## Флаг
Флаг Первомайского района утверждён 21 декабря 2009 года решением районного совета депутатов № 147:

Флаг района представляет собой двустороннее прямоугольное полотнище синего цвета с отношением ширины к длине 2:3, воспроизводящее композицию герба Первомайского района Алтайского края в синем, красном, жёлтом и белом цветах: два червлёных знамени, на жёлтых древках обрамленных жёлтой бахромой на древках того же цвета, положенные крестообразно, поверх них, на белом рушнике, украшенном на концах изображениями лазоревых лебедей, жёлтый круглый хлеб с белой солонкой. Ширина изображения герба 1/3 ширины флага. Полотнище флага может быть обрамлено золотой бахромой.
Новый версия флага пришла на смену первой, утверждённой 31 октября 2006 года решением районного совета депутатов № 82:

Двустороннее прямоугольное полотнище с отношением ширины к длине 2:3 и состоит из трёх вертикально расположенных полос: двух жёлтых по краям и лазоревой посередине. Ширина средней полосы 1/2 общей ширины флага. В центре средней полосы помещается изображение основных элементов герба района: два червлёных, тонко окаймлённых серебром знамени, положенных крестообразно. Поверх них, на серебряном рушнике, украшенном на концах изображениями лазоревых лебедей, золотой круглый хлеб с солонкой того же цвета. Ширина изображения герба 1/4 длины флага. Полотнище флага может быть обрамлено золотой бахромой.

Синий и жёлтый цвета во флаге отражают особенности природного положения района — множество озёр и огромные сельскохозяйственные угодья.
Жёлтый цвет (золото) — символ радушия, гостеприимства, справедливости.
Белый цвет (серебро) — символ чистоты, доброты и невинности помыслов.
Красный цвет — символ храбрости, мужества и неустрашимости.
Синий цвет — символ благополучия, мира, верности, движения вперед.
Красные знамёна являются символом трудовых заслуг жителей района, символизируют расположенные на территории района гвардейские воинские части, аллегорически указывают на современное название района — Первомайский.
Положенные накрест флаги своими древками образуют Андреевский крест, как символ расположенного в районе монастыря.
Жёлтый круглый хлеб с солонкой на белом рушнике — символ хлебосольства, богатства района сельскохозяйственными угодьями, кроме того, аллегорически указывает на прежнее название районного центра — Краюшкино.

## Известные уроженцы
- Желнов, Фёдор Георгиевич (1923—1980) — Герой Советского Союза. Родился в селе Повалиха.
- Козлов, Геннадий Васильевич (1937—1988) — советский военачальник, генерал-лейтенант. Родился в селе Ново-Повалиха.